# Programm Heinrich
Programm Heinrich war ein von Reichsführer SS Heinrich Himmler am 21. Juli 1941 Odilo Globocnik gegenüber verwendeter Deckname einer deutschen Militäroperation für alle von der SS innerhalb des „Unternehmens Barbarossa“ in Osteuropa durchgeführten Aktionen und für die nach dem Krieg dort ins Auge gefassten Kolonisations- und Siedlungspläne.

## „Generalplan Ost“ als Vorlage für „Programm Heinrich“
Zwei Tage nach dem Überfall auf die UdSSR am 22. Juni 1941 hatte Himmler dem Agrarwissenschaftler Konrad Meyer als Leiter des Planungsstabs des Reichskommissariats für die Festigung deutschen Volkstums den Auftrag gegeben, den Generalplan Ost für die Besiedlung im Osten zu erarbeiten, nachdem er bereits nach dem Überfall auf Polen im April/Mai 1940 für die so genannten eingegliederten Ostgebiete (vgl. Reichsgaue Wartheland und Danzig-Westpreußen) planerisch tätig geworden war. Der Plan sollte seine symbolpolitisch an Heinrich I. als Slawenbekämpfer und „edlen Bauern seines Volkes“ (Himmler) gebundene Eroberungspolitik weiter konkretisieren. Die erste Fassung lag schon am 15. Juli 1941 vor. In deren Folge ordnete Himmler am 20. Juli 1941 bei einem Besuch in Lublin gegenüber Odilo Globocnik an, was um Lublin und Zamosc, das künftig „Himmlerstadt“ heißen sollte, zu geschehen habe. Von Himmler kurz vor seiner Abreise nach Lublin zu seinem Beauftragten in den neueroberten Ostgebieten ernannt, sollte Globocnik, „Himmlers Vorposten im Osten“ (Peter Black), SS- und Polizeistützpunkte schaffen, in denen Wehrbauern oder „milites agrarii“, wie sie vom ersten Heinrichschronisten Widukind von Corvey genannt wurden, in Gestalt von SS-Leuten und ihren Familien anzusiedeln gewesen wären.

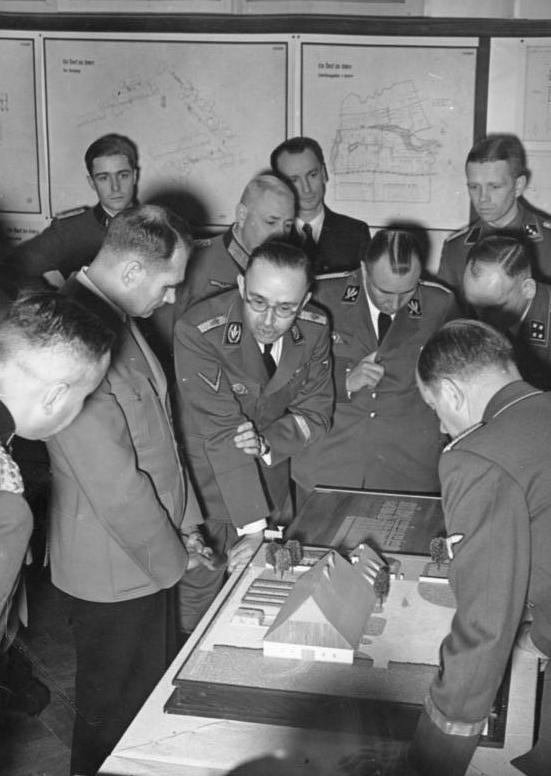
Ausstellung „Planung und Aufbau im Osten“ im Jahre 1941: Heinrich Himmler bei einem Besuch von Rudolf Heß

In den angeblichen Spuren Heinrichs I. sollte so die Neubesiedlung des Ostens zunächst im Wartheland, in Ostpreußen und dann unter Globocniks Leitung im Generalgouvernement vonstattengehen (siehe Grenzkolonisation). In der Wiederaufnahme mittelalterlichen Sprachgebrauchs, an Feudalismus und das Lehnswesen erinnernd, wurden die neu zu erschließenden Siedlungsgebiete „Siedlungsmarken“ „an der vordersten Front des deutschen Volkstums gegenüber dem Russen- und Asiatentum“ genannt, an deren Spitze ein „Markhauptmann“ zu postieren gewesen wäre; die künftigen Siedler wären als „Lehensfähige“ zunächst zu begutachten, dann über einen „Lehensbrief“ als „Lehensnehmer“ mit „Zeit“- und schließlich „Erblehen“ zu „belehnen“ gewesen. Für die Schlichtung von Streitfragen war ein „Lehensgericht“ vorgesehen. Bis zum Ural waren von Globocnik Polizeistützpunkte, Musterhöfe mit modernen Wohnungen und entsprechenden Gerätschaften zu planen. Dazu rekrutierte er 1941 Architekten, Innenausstatter, Bauunternehmer, Entwässerungsexperten, Geometer und Historiker. Zunächst wäre zwischen den einzudeutschenden Gebieten und den künftig von Deutschen zu besiedelnden Teilen der UdSSR eine „deutsche Volksbrücke“ herzustellen gewesen. Dazu ließ Globocnik im November 1941 eine Probeaussiedlung vornehmen, bei der sieben Dörfer im Kreise Zamosc vollständig von polnischen Bauern evakuiert und an ihre Stelle „volksdeutsche“ Siedler gesetzt wurden. Was Himmler für die 20 auf den angenommenen Sieg folgenden Jahre vorschwebte, hat er am ausführlichsten am 22. November 1942 in einer Rede in der SS-Junkerschule Bad Tölz dargestellt: „Heute Kolonie, morgen Siedlungsgebiet, übermorgen Reich!“
Der „Generalplan Ost“ mit den germanisierenden Siedlungsvorhaben in Osteuropa konnte mit der von Globocnik geleiteten „Aktion Zamosc“ (1942/43) und der volksdeutschen Siedlung „Hegewald“ bei Schytomyr in der Ukraine wegen des Kriegsgeschehens nur ansatzmäßig umgesetzt werden. Dagegen umfasste das „Programm Heinrich“ auch den vorausgehenden Völkermord, nämlich ebenfalls unter dem Befehl von Globocnik die „Aktion Reinhardt“ in den Vernichtungslagern Treblinka, Sobibor, Belzec und Majdanek. In Himmlers Augen war Globocnik „wie kein zweiter für die Kolonisation des Ostens geschaffen“, wie er in einem Brief an seinen Schwager Richard Wendler am 4. August 1943 schrieb. Noch im August 1944 hielt Himmler „das Programm“ für „unverrückbar“: „Außerdem finde ich es so wunderbar, wenn wir uns heute schon darüber klar sind: Unsere politischen, wirtschaftlichen, menschlichen, militärischen Aufgaben haben wir in dem herrlichen Osten.“
Nach seiner Ernennung zum Reichsinnenminister berief sich Himmler in der geheimgehaltenen Posener Rede am 6. Oktober 1943 in einer „der bemerkenswertesten Zusammenkünfte von Parteifunktionären“ ausdrücklich auf Heinrich I., als er mit Blick auf den Ural und die Umrisse des künftigen „Germanischen Reichs“ auf dessen „klare Reichsautorität“ verwies, mit der auch das künftige Reich zusammenzuhalten sei.
Wie tief sich bei Himmler in seinem Umgang mit Heinrich I. ganz Privates und Politisches durchdrangen, zeigte seine Geliebte Hedwig Potthast, Mutter zweier Kinder Himmlers, nach dem Krieg und Himmlers Tod, als sie in der Familie „immer nur von ‚König Heinrich‘ gesprochen“ habe.

## Rasseimperialismus in den Spuren nationalgeschichtlich aufbereiteter Vorbilder
Hitler meinte, seine expansiven Ziele in den Spuren Ottos I. oder Barbarossas und schließlich im Gedanken an ganz Europa gegenüber Asien in den Spuren Karls des Großen verwirklichen zu können („Unternehmen Otto“, „Unternehmen Barbarossa“). Himmler sah sich seit 1935 unter dem Patronat von Heinrich I., Vater Ottos I., stehen. Diese beiden Ottonen – Heinrich I. seit dem 19. Jahrhundert als Ostkolonisator von Preußen seinem Sohne Otto I. vorgezogen; Otto I. als Sieger auf dem Lechfeld über die Ungarn (955) von den Deutschösterreichern als Gründer der „Ostmark“ des Reiches und damit Österreichs angesehen – galten gewissermaßen als Kernfiguren einer allein für richtig gehaltenen deutschen Nationalpolitik, die durchweg expansiv nach Osteuropa hätte ausgerichtet werden sollen anstatt erfolglos nach Italien und Rom (von den Feldzügen gegen die Slawen unter den Ottonen heißt es z. B. in heutiger Geschichtsschreibung, dass die Feindschaft in der militärischen Konfrontation „vom Willen zu brutaler Vergeltung und rücksichtsloser Niederwerfung bestimmt war und oft in Massentötungen, Versklavung der Frauen und Kinder und völliger Plünderung der Siedlungen endete“). Im großen Historikerstreit des 19. Jahrhunderts – nach seinen ersten Beteiligten „Sybel-Ficker-Streit“ benannt – war Heinrich I. von Heinrich von Sybel 1859 als „der Stern des reinsten Lichtes an dem weiten Firmament unserer Vergangenheit“ bezeichnet, dann völkisch und schließlich im Nationalsozialismus volkstumspolitisch vereinnahmt worden. In diesem Sinne sollte am 2. Juli 1936 anlässlich seines tausendsten Todestages in Quedlinburg seiner gedacht werden. Himmler übernahm mit der SS die Ausrichtung der Feierlichkeiten und hielt die, wie er meinte, wichtigste Rede seiner Laufbahn in der Quedlinburger Stiftskirche, die mit der Grabstelle Heinrichs zur „nationalen Weihestätte“ erklärt wurde.
1935 hatte Himmler bereits zur Erforschung der quellenarmen Zeit Heinrichs I. die „Ahnenerbe“-Stiftung gegründet. Die von ihm 1934 in Besitz genommene Wewelsburg wurde jetzt für eine Gründung aus der Zeit Heinrichs I. zur Abwehr der damals immer wieder in Ostfranken einfallenden Ungarn gehalten und galt als Ausgangspunkt der in einer Sage überlieferten finalen Schlacht zwischen Ost und West. Himmler verlieh nach seiner deutschlandweit im Radio übertragenen Gedenkrede zu Heinrichs Todestag dem Todesgedenken Heinrichs I. in Quedlinburg Ritualcharakter, erklärte 1937 ausgegrabene Knochen bei der Wiederbeisetzung zu den Gebeinen Heinrichs I., gründete eine „König-Heinrich-I.-Gedächtnis-Stiftung“ und rief 1938 eine Reihe von Städten zu „König-Heinrich-Städten“ aus (Braunschweig, Enger, Fritzlar, Wetzlar, Gandersheim, Erfurt, Goslar, Meißen, Nordhausen, Schleswig, Wallhausen und Quedlinburg), während über die Vorhaben auf der Wewelsburg ein Berichtsverbot verhängt wurde. Am 2. Juli 1939 überreichte ihm der Oberbürgermeister von Quedlinburg den eigens für ihn komponierten „König-Heinrichs-Marsch“.

## Himmlers Werben um intellektuelle Mentoren für die SS
Wie sehr Himmler gerade bezüglich seines „Programms“ auf Rechtfertigung und Nachruhm bedacht war, zeigt sich in seinem Bemühen, seine Taten mit Beginn des Kriegs gegen Polen von Historikern beglaubigen und von Chronisten aufzeichnen zu lassen.
So nahm er Ende September 1939 zu Albert Brackmann (1871–1952), dem damals „höchstrangigen deutschen Historiker“ (W. J. Mommsen), der „grauen Eminenz der Ostforschung“ (M. Beer), Verbindung auf. Der war bereit, innerhalb von drei Wochen für die SS und deren Berliner „Ahnenerbe“-Verlag eine rechtfertigende Propagandaschrift für den angefangenen ostimperialistischen Eroberungsfeldzug zu schreiben: Krisis und Aufbau in Osteuropa. Ein weltgeschichtliches Bild. Brackmann entfaltet einleitend ein Bild von Heinrich I. und Otto I. als ersten Vertretern einer deutschen Ostexpansion. Ottos Plan, dem Magdeburger Erzbistum „die ganze Slawenwelt zu unterstellen“, wird als „der umfassendste Plan, den je ein deutscher Staatsmann hinsichtlich des Ostens gefasst hat“, dargestellt. Die Wehrmacht erwarb 1940 7000 Exemplare des Buches zur Instruktion ihrer Führungsstäbe.
Bereits vor Kriegsbeginn hatte sich der an der Berliner Universität auf einem eigens für ihn 1934 eingerichteten Lehrstuhl „Natur“-Medizin lehrende Werner Jansen, seit 1935 in der SS, bei Himmler gemeldet. Er hatte sich seit dem Ersten Weltkrieg einen Namen als Erfolgsschriftsteller gemacht und mit seinen aus völkischer Perspektive geschriebenen Germanen-Romanen den jungen Himmler begeistert, so dass er dessen Lieblingsschriftsteller wurde. 1936 und 1937 wirkte er als Autor mit Beiträgen zur SS-Schulung in den SS-Leitheften. 1939 bot er Himmler an, „mich als Ihren Geschichtsschreiber an dem großen Geschehen teilhaben zu lassen“. 1940 wurde er einer „Totenkopf“-Division zugeteilt, verstarb aber im Dezember 1943 nach längerer Krankheit, nachdem Himmler ihn noch zum SS-Standartenführer ernannt hatte.
Auf der Wewelsburg als ideologischer Zentrale der SS kündigte Himmler im Juni 1941 vor Beginn von „Unternehmen Barbarossa“ in der einzigen SS-Gruppenführertagung, die dort je stattfand, das Ziel des Russlandfeldzuges an: „die Dezimierung der Bevölkerung der slawischen Nachbarländer um 30 Millionen“. An der Tagung nahm auch sein Freund und Chronist Hanns Johst, Präsident der Reichsschrifttumskammer, teil. Er hätte beim Sieg und nach Vollendung von „Programm Heinrich“ die „Heinrich-Saga“ zu dichten gehabt. Die hätte dann in der als Zentrum der SS bis 1964 in Speerform ausgebauten „Heinrichsburg“ Wewelsburg zum Vortrag kommen sollen. In Speerform deshalb, weil sich in den Händen Heinrichs und Ottos als deren wichtigste Herrschaftsreliquie die Heilige Lanze befunden hatte. Otto Höfler, Himmler und dem Ahnenerbe nahestehend, hatte sie bereits am Historikertag 1937 in Erfurt von allem christlichen Beiwerk befreit und zum „Heiligen Speer Wotans“ erklärt.
Im Juni 1941 bemühte sich Himmler um einen weiteren Autor, nämlich Edwin Erich Dwinger (1898–1981), der die geplanten SS-Unternehmungen im Osten literarisch begleiten und darstellen sollte. Über ihn als Erfolgsschriftsteller hoffte er, allerdings vergeblich, auf eine massenhafte Verbreitung der Schilderung seiner Kriegstaten in Form historischer Romane. Denn Dwinger hatte über seine Kriegserlebnisse im Ersten Weltkrieg und als Kriegsgefangener in Russland einige Bücher und als weiteren Bestseller 1940 Der Tod in Polen. Die volksdeutsche Passion veröffentlicht und anders als Johst in osteuropäischen Kriegsangelegenheiten bereits Erfahrungen gesammelt.
Auch wissenschaftlich war Himmler auf Absicherung bedacht. Im Oktober 1943 nahm Hermann Schneider in Tübingen eine Ausarbeitung von Josef Otto Plassmann, Mitglied in Himmlers „Persönlichem Stab“, als Habilitation an. Plassman, der seit 1928 immer wieder zu Heinrich I. publiziert hatte und Schriftführer der „Ahnenerbe“-Zeitschrift „Germanien“ war, wollte darin nach Walther Wüst „das Geschichtsbild der Sachsenkaiser auf altgermanischer Grundlage aufbauen, dieses Geschichtsbild so der römischen Geschichtsklitterung endgültig entreißen und damit die Absichten des Reichsführers SS in einer Weise und Stärke mit verwirklichen helfen, wie sie eindrucksvoller nicht gedacht werden kann“.
Alles, was Himmler seit Kriegsbeginn gegen Polen unternahm, stellte er unter die Patronage von Heinrich I.: Fahrten ab 3. September 1939 in den Osten im Sonderzug „Heinrich“ (allein im Dienstkalender Himmlers von 1941/1942 23-malige Erwähnung); seine in der Nähe des östlichen Führerhauptquartiers aufgeschlagene „Feldkdo.-Stelle“ nannte er „Heinrich“; die Einrichtung der „SS-Sondereinheit Dirlewanger“ folgte dem Vorbild, wie es Heinrichs Chronist Widukind von Corvey in der „Merseburger Schar“ schildert, in der sich ebenfalls straffällig Gewordene zu bewähren hatten. Sie kam im Raum Lublin ab 1940 zum Einsatz.